# Маршалл (округ, Міннесота)
Шаблон:StateAbbr_ 48°21′ пн. ш. 96°23′ зх. д. / 48.35° пн. ш. 96.38° зх. д.
Округ Маршалл (англ. Marshall County) — округ (графство) у штаті Міннесота, США. Ідентифікатор округу 27089.

## Історія
Округ утворений 1879 року.

## Демографія
За даними перепису
2000 року
загальне населення округу становило 10155 осіб, усе сільське.
Серед мешканців округу чоловіків було 5157, а жінок — 4998. В окрузі було 4101 домогосподарство, 2836 родин, які мешкали в 4791 будинках.
Середній розмір родини становив 3,01.
Віковий розподіл населення поданий у таблиці:
| Стать    | До 15 років | 15-21 | 22-29 | 30-39 | 40-49 | 50-65 | 65-85 | Понад 85 |
| -------- | ----------- | ----- | ----- | ----- | ----- | ----- | ----- | -------- |
| Чоловіки | 1041        | 539   | 380   | 673   | 818   | 867   | 770   | 69       |
| Жінки    | 986         | 446   | 316   | 619   | 763   | 826   | 882   | 160      |

## Суміжні округи
- Кіттсон — північ
- Росо — північний схід
- Белтремі — схід
- Пеннінгтон — південний схід
- Полк — південь
- Гранд-Форкс, Північна Дакота — південний захід
- Волш, Північна Дакота — захід
- Пембіна, Північна Дакота — північний захід

## Виноски
1. ↑  US Decennial Census. US Census Bureau. Архів оригіналу за 19 липня 2018. Процитовано 21 жовтня 2014.
2. ↑  Historical Census Browser. University of Virginia Library. Архів оригіналу за 11 серпня 2012. Процитовано 21 жовтня 2014.
3. ↑  Population of Counties by Decennial Census: 1900 to 1990. US Census Bureau. Архів оригіналу за 4 серпня 2014. Процитовано 21 жовтня 2014.
4. ↑  Census 2000 PHC-T-4. Ranking Tables for Counties: 1990 and 2000 (PDF). US Census Bureau. Архів оригіналу (PDF) за 18 грудня 2014. Процитовано 21 жовтня 2014.
5. ↑  State & County QuickFacts. Бюро перепису населення США. Архів оригіналу за 24 липня 2011. Процитовано 1 вересня 2013.(англ.) Наведено за англійською вікіпедією.
6. ↑  American FactFinder. Бюро перепису населення США. Архів оригіналу за 26 лютого 2012. Процитовано 31 січня 2008.

| США | Це незавершена стаття з географії США. Ви можете допомогти проєкту, виправивши або дописавши її. |